# Samuel Winslow
Samuel Ellsworth Winslow, född 11 april 1862 i Worcester, Massachusetts, död 11 juli 1940 i Worcester, Massachusetts, var en amerikansk republikansk politiker. Han var ledamot av USA:s representanthus 1913–1925.
Winslow utexaminerades 1885 från Harvard University. Mellan 1893 och 1894 var han ordförande för republikanerna i Massachusetts. Han deltog i republikanernas konvent inför presidentvalet 1908.
År 1913 efterträdde Winslow William Wilder som kongressledamot och efterträddes 1925 av George R. Stobbs. Winslow var son till Samuel Winslow som var Worcesters borgmästare 1886–1889.